# Edrissa Samba Lamtoro Sallah
Alh. Edrissa Samba Lamtoro Sallah, teils Idrissa Samba Sallah (* im 20. Jahrhundert in Karantaba; † 7. September 2019 in Brusubi) war ein gambischer Politiker.

## Leben
| Parlamentswahl | Stimmen    | Stimmanteil |
| -------------- | ---------- | ----------- |
| 1997           | 3.045      | 53,75 %     |
| 2002           | einstimmig | 100,00 %    |
| 2007           | 2.880      | 47,51 %     |

Edrissa Samba Lamtoro Sallah trat als Kandidat der Alliance for Patriotic Reorientation and Construction (APRC) bei den Parlamentswahlen in Gambia 1997 im Wahlkreis Sami an. Er konnte sich gegen seinen Gegenkandidaten Sheriff Sawaneh von der United Democratic Party (UDP) durchsetzen und erhielt ein Sitz in der Nationalversammlung. Bei den folgenden Wahlen 2002 trat Sallah erneut an. Mangels Gegenkandidaten behielt er einen Sitz in der Nationalversammlung. Bei den Parlamentswahlen 2007 unterlag Sallah seinen Gegenkandidaten Lamin Ceesay von der UDP. Bei den Wahlen 2012 trat Sallah nicht an. In seiner politischen Wirken war er bekannt dafür, sich für ein Gesetz gegen das Rauchen in der Öffentlichkeit durchzusetzen. Dies brachte ihm eine Auszeichnung und Anerkennung der Weltgesundheitsorganisation einbrachte.
Beruflich startete er in den späten 1950ern seine Karriere als Lehrer und war an vielen Schulen im Land tätig, später auch als Schulrektor. Er wurde dabei auch 1979 der erste Rektor der Karatanba Primary School.
Sallah starb im September 2019 an sein Wohnort Brusubi und wurde in Karantaba bestattet.

## Auszeichnungen und Ehrungen
- Auszeichnung und Anerkennung der Weltgesundheitsorganisation[4]
- 2016: July 22nd Revolution Award[6]